# Columbus City (Iowa)
Columbus City – miasto w Stanach Zjednoczonych, w stanie Iowa, w hrabstwie Louisa. 

## Demografia
Zgodnie ze spisem statystycznym z 2000, miasto liczyło 376 mieszkańców. W 2023 liczba mieszkańców minimalnie wzrosła do 378 osób, a gęstość zaludnienia do 630 osób/km².